# گوگل تاک
گوگل تاک (به انگلیسی: Google Talk) یا جی‌تاک (به انگلیسی: GTalk) نام یک نرم‌افزار پیام‌رسان فوری و صدا روی پروتکل اینترنت (به انگلیسی: VOIP) رایگان تحت ویندوز و وب است. این نرم‌افزار توسط شرکت گوگل در تاریخ ۲۴ اوت ۲۰۰۵ ارائه شد. این نرم‌افزار برای رد و بدل کردن پیام و فایل بین کاربران به کار می‌رود. کاربرانی که دارای حساب گوگل هستند می‌توانند از گوگل تاک استفاده کنند.
گوگل تاک برای ارتباط بین سرویس‌دهنده‌ها و سرویس‌گیرنده‌های خود از پروتکل XMPP (سابقاً Jabber) استفاده می‌کند، که به کاربران سایر سرویس‌گیرنده‌های XMPP/Jabber امکان ارتباط با کاربران گوگل تاک را می‌دهد. تکنولوژی صدا روی پروتکل اینترنت به کار رفته در گوگل تاک نوع قدیمی‌تر پروتکل Jingle می‌باشد.
نرم‌افزار گوگل تاک فقط برای رایانه‌های دارای سیستم‌عامل ویندوز شامل (۷,اکس‌پی، سرور ۲۰۰۳,۲۰۰۰,ویستا) ارائه شده‌است. همچنین می‌توان از طریق تلفن‌های همراه نظیر Palm Pre, بلک‌بری و آی‌فون و دستگاه‌های مبتنی بر اندروید از آن استفاده کرد. با این حال بسیاری از سایر سرویس گیرنده‌های XMPP/Jabber نیز با گوگل تاک هماهنگ بوده و می‌توان از آن‌ها در دستگاه‌ها و سیستم‌عامل‌های مختلف از استفاده کنند. با این حال می‌توان از طریق وب نیز به استفاده از گوگل تاک پرداخت.
این نرم‌افزار بنابر سیاست گوگل، در ایران غیرفعال است.
گوگل با ارسال پیامی به کاربران گوگل تاک، اعلام کرد این برنامه از ۱۶ فوریه ۲۰۱۵ برای ویندوز غیرفعال شده و هنگ‌اوتس جایگزین آن خواهد شد.

## قابلیت‌ها
برخی از خصوصیات مهم گوگل تاک عبارتند از
- قابلیت رد و بدل کردن و استفاده از اطلاعات
- دریافت و ارسال پیام‌های فوری
- یکپارچگی با سایر سرویس‌های گوگل
- مکالمه صوتی با کیفیت بالا
- رمزنگاری اطلاعات تبادلی
- امکان ارسال پست صوتی
- قابلیت ارسال و دریافت فایل
- امکان پیغام‌گذاری آفلاین
- آگاهی از آخرین ایمیل‌های دریافت شده